# صقر بن زايد آل نهيان
الشيخ صقر بن زايد بن خليفة بن شخبوط بن ذياب بن عيسى بن نهيان آل نهيان (1887-1928) هو الحاكم الحادي عشر لإمارة أبوظبي من الفترة 1927-1928م
تسلّم مقاليد الحكم بعد قتلهِ أخيه الشيخ سلطان بن زايد بن خليفة آل نهيان

## حياته
صقر بن زايد آل نهيان كان حاكم أبوظبي من عام 1926 إلى عام 1928. كان الأخ غير الشقيق لسلطان بن زايد بن خليفة آل نهيان (حاكم أبوظبي من عام 1922 إلى عام 1926)، والذي أطلق عليه النار وقتله ليصبح هو الحاكم بنفسه. كان عمًا لزايد بن سلطان آل نهيان وشخبوط بن سلطان آل نهيان، الذي خلفه في الحكم.
بتحريض من الشيخ خليفة بن زايد الأول، جرت محاولة اغتيال صقر بن زايد في يوم رأس السنة عام 1928 على يد أفراد من فرع آل بو شعر التابع لقبيلة المناصير. وقد فشلت هذه المحاولة، لكن أفرادًا من آل بو شعر تمكنوا لاحقًا من اللحاق به وقتله.

## توليه الحكم
تولى حكم أبوظبي بعد مقتل أخيه الشيخ سلطان بن زايد بن خليفة آل نهيان، واعترفت الرعية به حاكما جديدا، و أعطوه العهود والمواثيق أن يكونوا موالين له، ثم اتخذ الشيخ صقر بعد ذلك الطريقة المألوفة في مخاطبة المقيم السياسي، ووعده بأن يلتزم بالصداقة والارتباط بينه وبينهم. كما تبادل العهود مع شيوخ الساحل للتقيد بالعلاقات الودية نفسها.

## الأحوال السائدة في عصره
أدرك الشيخ صقر ضرورة وجود علاقة ودية مع أمير الأحساء، ولكنه في الوقت نفسه واجه صعوبات في الوفاق بينه وبين القبائل في أبو ظبي مما أدى إلى عزله ثم وفاته سنة 1928.

## وفاته
قُتل الشيخ صقر بن زايد على يد أخيه ( الغير شقيق ) الشيخ خليفة بن زايد ثأراً لمقتل أخيه (الشقيق) الشيخ سلطان بن زايد، فتسلّم الشيخ خليفة بن زايد مبنى الحكم ومعه المناصير ، ثم كتبوا إلى الشيخَيْن: شخبوط وهزاع ابنَي الشيخ سلطان بن زايد بن خليفة آل نهيان اللذَيْن كانا مُقيمَيْن يومئذ في إمارة الشارقة، ودعَوْهما إلى أن يحضرا إلى أبو ظبي. وعند وصولهما سلم الشيخ خليفة بن زايد بن خليفة آل نهيان مبنى الحكومة إلى الشيخ شخبوط بن سلطان آل نهيان الذي أصبح الحاكم الجديد لأبو ظبي في شهر يناير 1928م.

## أبناؤه
- زايد
- راشد
- ذياب
- هلال
- طحنون
- شمسة تزوجها الشيخ حمدان بن حمدان بن زايد بن خليفة آل نهيان، فولدت له ابنيه: محمد بن حمدان بن حمدان آل نهيان وحصة.
- عذيجة
- حصة تزوجها ابن عمها الشيخ محمد بن خليفة بن زايد الأول آل نهيان فولدت له بنته: حصة بنت محمد آل نهيان والدة الشيخ خليفة بن زايد آل نهيان الرئيس السابق لدولة الإمارات العربية المتحدة، وقد سُميت حصة بنت محمد باسم أمها حصة بنت صقر .